# بيل مكغوان
بيل مكغوان (بالإنجليزية: Bill McGowan)‏ هو لاعب كرة قاعدة أمريكي، ولد في 18 يناير 1896 في ويلمنغتون في الولايات المتحدة، وتوفي في 9 ديسمبر 1954 في سيلفر سبرينغ في الولايات المتحدة.

## روابط خارجية
- بيل مكغوان على موقع قاعة مشاهير كرة القاعدة (الإنجليزية)